# 沖縄県知事一覧
沖縄県知事一覧（おきなわけんちじいちらん）は、1879年（明治12年）3月の廃藩置県によって設置された沖縄県の歴代の県令、官選知事、米軍施政権下の政府首長を経て、現在に至る知事の一覧である。尚、米軍施政権下初期の宮古列島、八重山列島の知事については、民政府・群島政府知事等一覧を参照のこと。

## 特記事項
沖縄復帰特措法によれば、法的運用上、同じものが米軍統治移行前に存在していた場合にはその地位を引き継いでいると見做せるようになっており、沖縄県そのものについても米軍統治前にはあったことから、第3条によって他の都道府県同様事実上戦前から続いているものとして扱われる。従って、本項目においては官選時代の知事・県令についても扱う。
なお先島民政府知事については、先島地方も戦前は沖縄県の一部であったこと、米軍統治によって初めて登場したものであることから、別扱いとする。

## 県令
（出典:）
| 沖縄県令心得 |      |            |                            |                            |      |
| 代           | 写真 | 氏名       | 任期初日                   | 任期終日                   | 備考 |
| -            |      | 木梨精一郎 | 1879年（明治12年）3月27日  | 1879年（明治12年）4月4日   |      |
| 沖縄県令     |      |            |                            |                            |      |
| 代           | 写真 | 氏名       | 任期初日                   | 任期終日                   | 備考 |
| 1            |      | 鍋島直彬   | 1879年（明治12年）4月4日   | 1881年（明治14年）5月18日  |      |
| 2            |      | 上杉茂憲   | 1881年（明治14年）5月18日  | 1883年（明治16年）4月22日  |      |
| 3            |      | 岩村通俊   | 1883年（明治16年）4月22日  | 1883年（明治16年）12月21日 |      |
| 4            |      | 西村捨三   | 1883年（明治16年）12月21日 | 1886年（明治19年）4月27日  |      |
| 5            |      | 大迫貞清   | 1886年（明治19年）4月27日  | 1886年（明治19年）7月19日  |      |

## 官選知事
（出典:）
| 沖縄県知事（官選）                   |      |              |                            |                            |                      |
| 代                                   | 写真 | 氏名         | 任期初日                   | 任期終日                   | 備考                 |
| 1                                    |      | 大迫貞清     | 1886年（明治19年）7月19日  | 1887年（明治20年）4月14日  |                      |
| 2                                    |      | 福原実       | 1887年（明治20年）4月14日  | 1888年（明治21年）9月18日  |                      |
| 3                                    |      | 丸岡莞爾     | 1888年（明治21年）9月18日  | 1892年（明治25年）7月20日  |                      |
| 4                                    |      | 奈良原繁     | 1892年（明治25年）7月20日  | 1908年（明治41年）4月6日   |                      |
| 5                                    |      | 日比重明     | 1908年（明治41年）4月6日   | 1913年（大正2年）6月1日    |                      |
| 6                                    |      | 高橋琢也     | 1913年（大正2年）6月1日    | 1914年（大正3年）6月9日    |                      |
| 7                                    |      | 大味久五郎   | 1914年（大正3年）6月9日    | 1916年（大正5年）4月28日   |                      |
| 8                                    |      | 小田切磐太郎 | 1916年（大正5年）4月28日   | 1916年（大正5年）5月4日    | 未赴任               |
| 9                                    |      | 鈴木邦義     | 1916年（大正5年）5月4日    | 1919年（大正8年）4月18日   |                      |
| 10                                   |      | 川越壮介     | 1919年（大正8年）4月18日   | 1921年（大正10年）5月27日  |                      |
| 11                                   |      | 和田潤       | 1921年（大正10年）5月27日  | 1923年（大正12年）10月25日 |                      |
| 12                                   |      | 岩元禧       | 1923年（大正12年）10月25日 | 1924年（大正13年）6月24日  |                      |
| 13                                   |      | 亀井光政     | 1924年（大正13年）6月24日  | 1926年（大正15年）9月28日  |                      |
| 14                                   |      | 今宿次雄     | 1926年（大正15年）9月28日  | 1927年（昭和2年）5月7日    |                      |
| 15                                   |      | 飯尾藤次郎   | 1927年（昭和2年）5月7日    | 1928年（昭和3年）12月26日  |                      |
| 16                                   |      | 細川長平     | 1928年（昭和3年）12月26日  | 1929年（昭和4年）7月5日    |                      |
| 17                                   |      | 守屋磨瑳夫   | 1929年（昭和4年）7月5日    | 1930年（昭和5年）8月26日   |                      |
| 18                                   |      | 井野次郎     | 1930年（昭和5年）8月26日   | 1935年（昭和10年）6月28日  |                      |
| 19                                   |      | 蔵重久       | 1935年（昭和10年）6月28日  | 1938年（昭和13年）6月24日  |                      |
| 20                                   |      | 淵上房太郎   | 1938年（昭和13年）6月24日  | 1941年（昭和16年）1月7日   |                      |
| 21                                   |      | 早川元       | 1941年（昭和16年）1月7日   | 1943年（昭和18年）7月1日   |                      |
| 22                                   |      | 泉守紀       | 1943年（昭和18年）7月1日   | 1945年（昭和20年）1月12日  |                      |
| 23                                   |      | 島田叡       | 1945年（昭和20年）1月12日  | 1945年（昭和20年）6月      | 沖縄戦により消息不明 |
| 以後、アメリカ合衆国による沖縄統治へ |      |              |                            |                            |                      |

## 米軍統治下における諸職
（出典:）

### 民政府・群島知事等
| 沖縄諮詢会委員長 |      |            |                           |                           |      |
| 代               | 写真 | 氏名       | 任期初日                  | 任期終日                  | 備考 |
| 1                |      | 志喜屋孝信 | 1945年（昭和20年）8月20日 | 1946年（昭和21年）4月24日 |      |
| 沖縄知事         |      |            |                           |                           |      |
| 代               | 写真 | 氏名       | 任期初日                  | 任期終日                  | 備考 |
| 1                |      | 志喜屋孝信 | 1946年（昭和21年）4月24日 | 1950年（昭和25年）11月3日 |      |
| 沖縄群島知事     |      |            |                           |                           |      |
| 代               | 写真 | 氏名       | 任期初日                  | 任期終日                  | 備考 |
| 1                |      | 平良辰雄   | 1950年（昭和25年）11月4日 | 1952年（昭和27年）1月30日 |      |

### 中央政府首長
| 臨時琉球諮詢委員会委員長 |      |          |                            |                            |                        |
| 代                       | 写真 | 氏名     | 任期初日                   | 任期終日                   | 備考                   |
| 1                        |      | 比嘉秀平 | 1950年（昭和25年）6月5日   | 1951年（昭和26年）3月31日  |                        |
| 琉球臨時中央政府行政主席 |      |          |                            |                            |                        |
| 代                       | 写真 | 氏名     | 任期初日                   | 任期終日                   | 備考                   |
| 1                        |      | 比嘉秀平 | 1951年（昭和26年）4月1日   | 1952年（昭和27年）3月31日  |                        |
| 琉球政府行政主席         |      |          |                            |                            |                        |
| 代                       | 写真 | 氏名     | 任期初日                   | 任期終日                   | 備考                   |
| 1                        |      | 比嘉秀平 | 1952年（昭和27年）4月1日   | 1956年（昭和31年）10月25日 |                        |
| 2                        |      | 当間重剛 | 1956年（昭和31年）11月11日 | 1959年（昭和34年）11月10日 |                        |
| 3                        |      | 大田政作 | 1959年（昭和34年）11月11日 | 1964年（昭和39年）10月31日 |                        |
| 4                        |      | 松岡政保 | 1964年（昭和39年）10月31日 | 1968年（昭和43年）11月30日 |                        |
| 5                        |      | 屋良朝苗 | 1968年（昭和43年）12月1日  | 1972年（昭和47年）5月14日  | 行政主席選挙による選出 |
| 日本へ復帰               |      |          |                            |                            |                        |

## 本土復帰後における公選知事
（出典:）
| 沖縄県知事（公選） |      |            |                            |                            |      |                 |                                    |
| 代                 | 写真 | 氏名       | 任期初日                   | 任期終日                   | 期数 | 出身            | 備考                               |
| 1                  |      | 屋良朝苗   | 1972年（昭和47年）5月15日  | 1976年（昭和51年）6月24日  | 2    | 沖縄県 読谷村   |                                    |
| 2                  |      | 平良幸市   | 1976年（昭和51年）6月25日  | 1978年（昭和53年）11月23日 | 1    | 沖縄県 西原町   |                                    |
| —                  |      | 野島武盛   | 1978年7月21日              | 1978年12月13日             | —    |                 | 副知事（平良が病気のため知事代行） |
| 3                  |      | 西銘順治   | 1978年（昭和53年）12月13日 | 1990年（平成2年）12月9日   | 3    | 沖縄県 与那国町 |                                    |
| 4                  |      | 大田昌秀   | 1990年（平成2年）12月10日  | 1998年（平成10年）12月9日  | 2    | 沖縄県 久米島町 |                                    |
| 5                  |      | 稲嶺惠一   | 1998年（平成10年）12月10日 | 2006年（平成18年）12月9日  | 2    | 満州 大連市     |                                    |
| 6                  |      | 仲井眞弘多 | 2006年（平成18年）12月10日 | 2014年（平成26年）12月9日  | 2    | 沖縄県 那覇市   |                                    |
| 7                  |      | 翁長雄志   | 2014年（平成26年）12月10日 | 2018年（平成30年）8月8日   | 1    | 沖縄県 那覇市   | 在職中死去                         |
| 8                  |      | 玉城デニー | 2018年（平成30年）10月4日  | 在職                       | 2    | 沖縄県 うるま市 | [ 注 5 ]                           |